# 東京ベイサイドスクエア
東京ベイサイドスクエアとは、東京都江東区豊洲6丁目の豊洲埠頭にあった野外イベント会場である。その後「豊洲ふ頭地区開発計画」に基づき再開発され、現在は主として東京都中央卸売市場豊洲市場となっている。

## 概要
- 豊洲地区の南端に位置する。かつては大型船舶が停泊した旧豊洲埠頭とその一帯で、現在東京都観光汽船の「浅草・お台場直通ライン」が停泊する豊洲埠頭は別の場所（関連項目参照）。
- 東京鉄鋼埠頭、東京ガス豊洲工場、東京電力新東京火力発電所の跡地。
- 「野外イベント会場」と言っても常設のステージは無くその都度設営されたため、イベント等終了後は通常立ち入り禁止となっていた。
- 1986年3月～2006年3月まで、ガスの科学館があった。

## 主な開催イベント
- 1995年：史上最強の移動遊園地 DREAMS COME TRUE WONDERLAND（第2回）
- 1995年：TK DANCE CAMP（a-nationの前身にあたるイベント）
- 1998年：8/2 FUJI ROCK FESTIVAL'98（第2回）
- 1998年：8/16 WORLD RALLY CARS FAIR 1998（第3回）
- 1998年：Reggae Japansplash'98
- 1998年：AIR JAM'98（第2回）

## 築地市場移転地として
築地市場の老朽化に伴う移転先として「豊洲新市場基本計画」に基づき整備建設され、2018年10月に豊洲市場が開場した（「築地市場移転問題」も参照）。